# Niek Kimmann
Niek Kimmann (Lutten, 20 mei 1996) is een Nederlandse BMX'er. In 2015, 2016 en 2021 werd hij wereldkampioen, in 2019 en 2023 Europees kampioen, in 2023 Europees kampioen Team Tijdrit samen met Jaymio Brink en Jay Schippers, en in 2021 olympisch kampioen. Tevens won Kimmann nog tweemaal de wereldbeker (2018, 2019), werd driemaal Nederlands kampioen (2017, 2018, 2019) en tweemaal wereldkampioen bij de junioren (2014).

## Biografie
Kimmann werd op jonge leeftijd aangestoken door een vriend en begon te fietsen op de BMX. Hij oefende op een baan die zijn vader op hun eigen boerderij in het Overijsselse Lutten had aangelegd. Zijn jongere broer Justin is ook een talentvolle BMX'er. Dat bewees hij door in 2014 Europees kampioen te worden in zijn leeftijdsklasse. Kimmann won verschillende keren het Nederlands Kampioenschap. In 2014 werd hij wereldkampioen BMX bij de junioren. Hij won ook de tijdrit. In datzelfde jaar werd hij ook Europees kampioen.
Een jaar later (2015) maakte hij zijn debuut bij de senioren. Vroeg in het jaar won hij al een wereldbekerwedstrijd in Papendal, maar veruit het spectaculairst was de winst op het wereldkampioenschap in het Belgische Zolder, waar hij een dag eerder al zilver pakte op de individuele tijdrit. Die prestatie was goed voor een nominatie voor Sportman van het Jaar.
In het olympische jaar 2016 pakte Kimmann tijdens het wereldkampioenschap in Medellín in Colombia het goud op de individuele tijdrit. Tijdens de race slaagde hij er net niet in om zijn wereldtitel te prolongeren: slechts 0.048 kwam Kimmann tekort voor de winst.
Kimmann mocht in 2016 voor het eerst deelnemen aan de Olympische Spelen. In Rio de Janeiro eindigde hij als zevende. Landgenoot Jelle van Gorkom uit Lichtenvoorde won de zilveren medaille in dezelfde race.
Het jaar na de Olympische Spelen verliep voor Kimmann wisselvallig. In 2018 won hij (tot halverwege augustus) vier World Cups. De finale van het Wereldkampioenschap in Bakoe liep hij mis door kramp waardoor hij uitviel in de halve finale. Een jaar later haalde hij zilver op het Wereldkampioenschap achter zijn landgenoot Twan van Gendt. De Wereldbeker won hij wel met overmacht. Kimmann won zes van de tien races.
In 2021 nam Kimmann deel aan zijn tweede Olympische Spelen. Tijdens een training op 26 juli 2021, vijf dagen voor de olympische finale, raakte Kimmann zwaar ten val na een botsing met een Japanse official die plotseling de baan overstak. Hierbij liep hij een scheurtje in zijn knieschijf op. Desondanks kwam Kimmann de series en de halve finale door, waarna hij in de olympische finale het goud pakte. Drie weken later won hij op Sportcentrum Papendal zijn derde wereldtitel. Wegens een ontstoken hartspier kon Kimman in 2024 in Parijs zijn Olympische titel niet verdedigen. 
2008: Māris Štrombergs ·
2012: Māris Štrombergs ·
2016: Connor Fields ·
2020: Niek Kimmann ·
2024: Joris Daudet